# 이유당 (오스트레일리아)

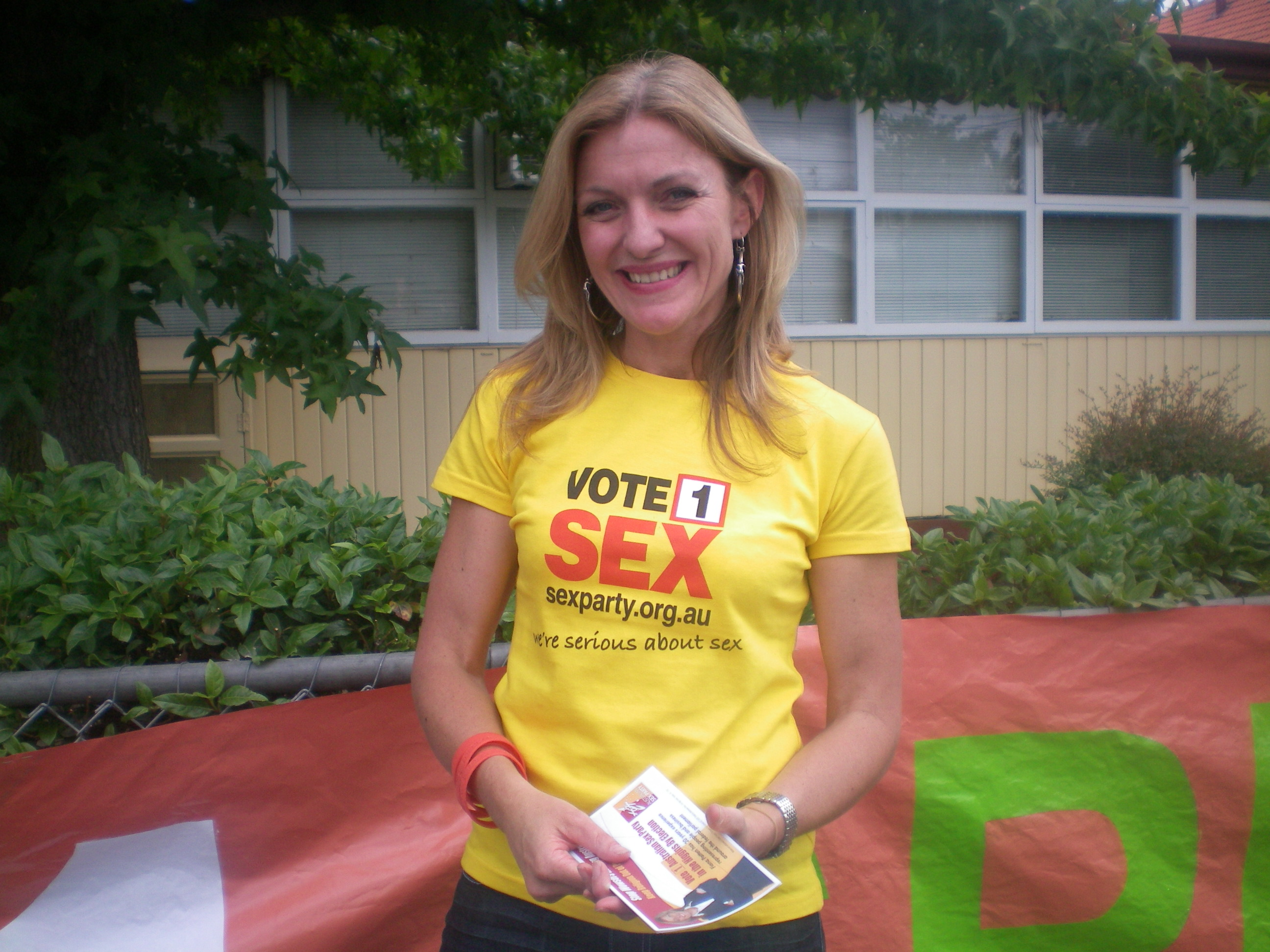
오스트레일리아 섹스당의 당수 피오나 패턴

이유당(Reason Party), 옛 명칭은 오스트레일리아 섹스당(영어: Australian Sex Party)은 2009년 창당된 오스트레일리아의 정당이다. 섹스당은 긍정적 섹스 운동, 동성결혼과 낙태 허용, 성매매 종사자들의 권익보장, 그리고 종교단체에 대한 세금면제 반대 등을 슬로건으로 내걸고 출범했다. 섹스당은 섹스산업을 적법화할 뿐만 아니라 섹스를 위한 모든 약물의 사용을 허용, 공공장소에서 누드 합법화, 매춘을 허용하는 것을 공약으로 내걸고 있다.
2014년 빅토리아 주 선거에서 득표율 2.54%를 받아 최초로 1석을 획득했다.